# Tasata parcepunctata
Tasata parcepunctata là một loài nhện trong họ Anyphaenidae.
Loài này thuộc chi Tasata. Tasata parcepunctata được Eugène Simon miêu tả năm 1903.